# Erioptera phoinix
Erioptera phoinix là một loài ruồi trong họ Limoniidae. Chúng phân bố ở miền Cổ bắc.